# تیم ملی فوتبال موریتانی
تیم ملی فوتبال موریتانی (به عربى: منتخب موريتانيا لكرة القدم) نماینده کشور موریتانی در مسابقات بین‌المللی و آفریقایی است که زیر نظر فدراسیون فوتبال موریتانی فعالیت می‌کند.
اولین بازی رسمی این تیم در تاریخ ۱۱ آوریل ۱۹۶۳ میلادی در برابر تیم ملی فوتبال جمهوری کنگو برگزار شده‌است.